# Зейліхем
Зейліхем (нід. Zuilichem) — село в нідерландській провінції Гелдерланд. Входить до муніципалітету Залтбоммел.
Його площа становить 4,47км².
Перша згадка про населений пункт датується 1143-им роком. До 1955 року мало статус окремого муніципалітету.

## Галерея

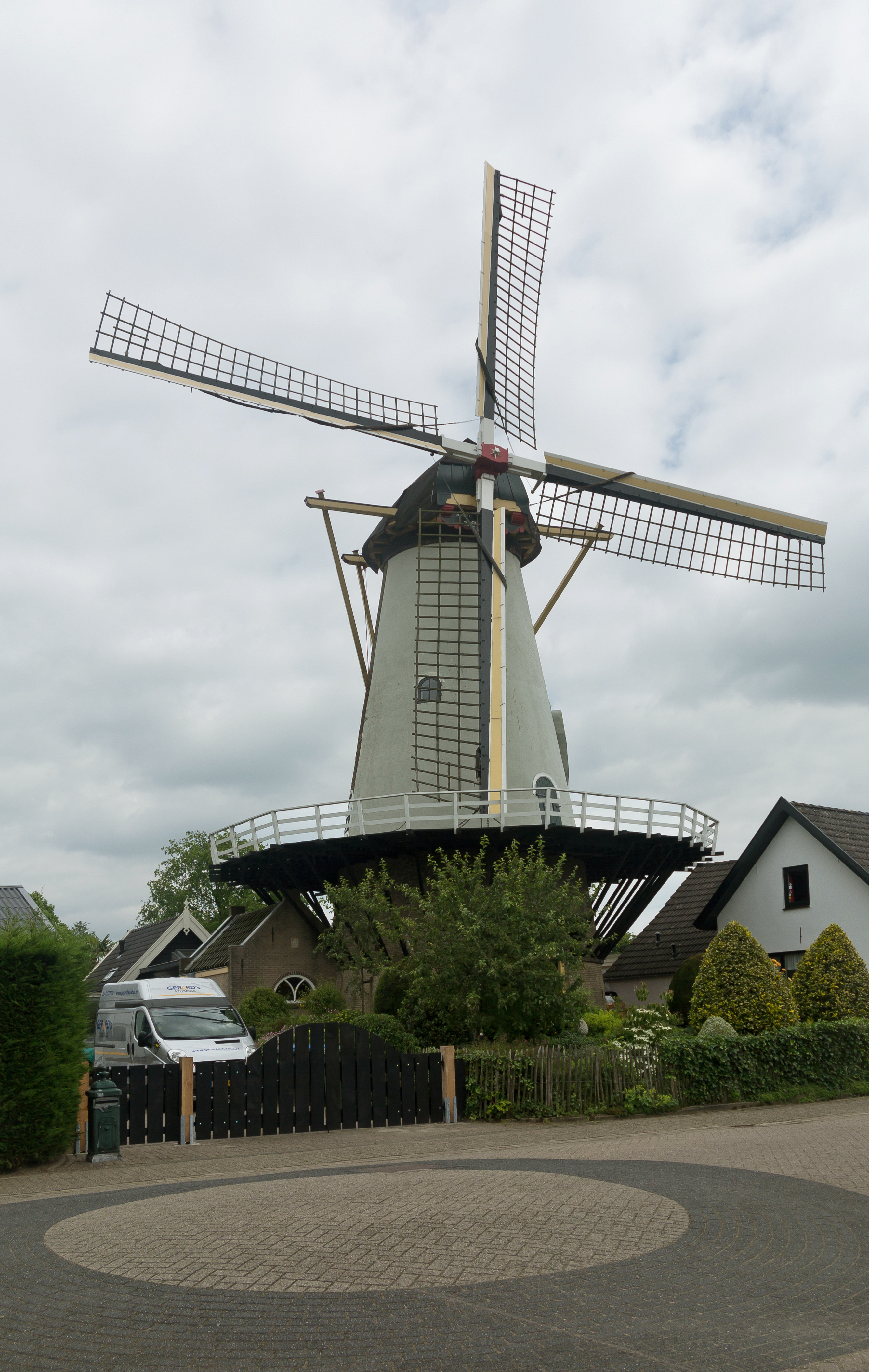
Вітряк
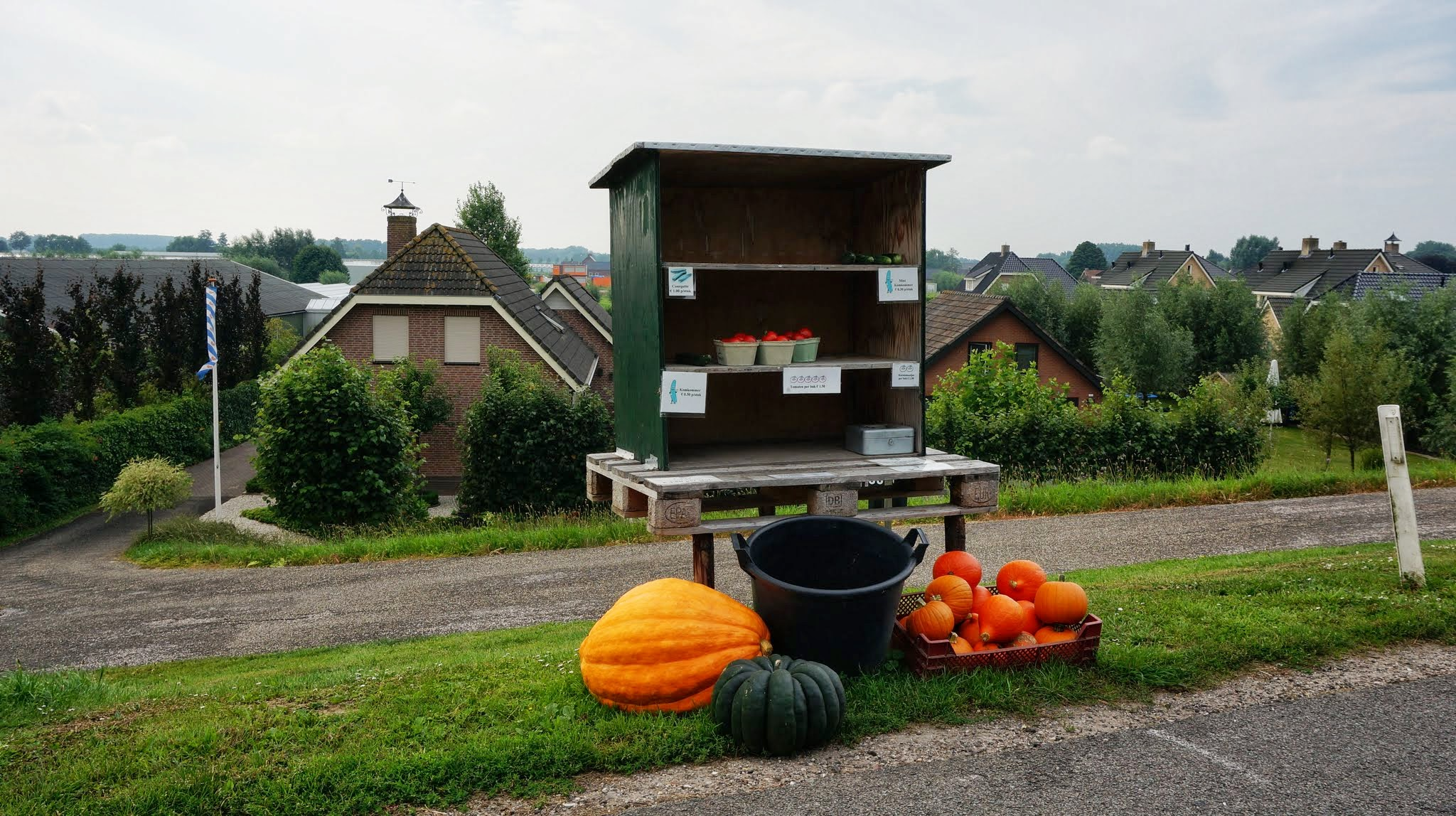
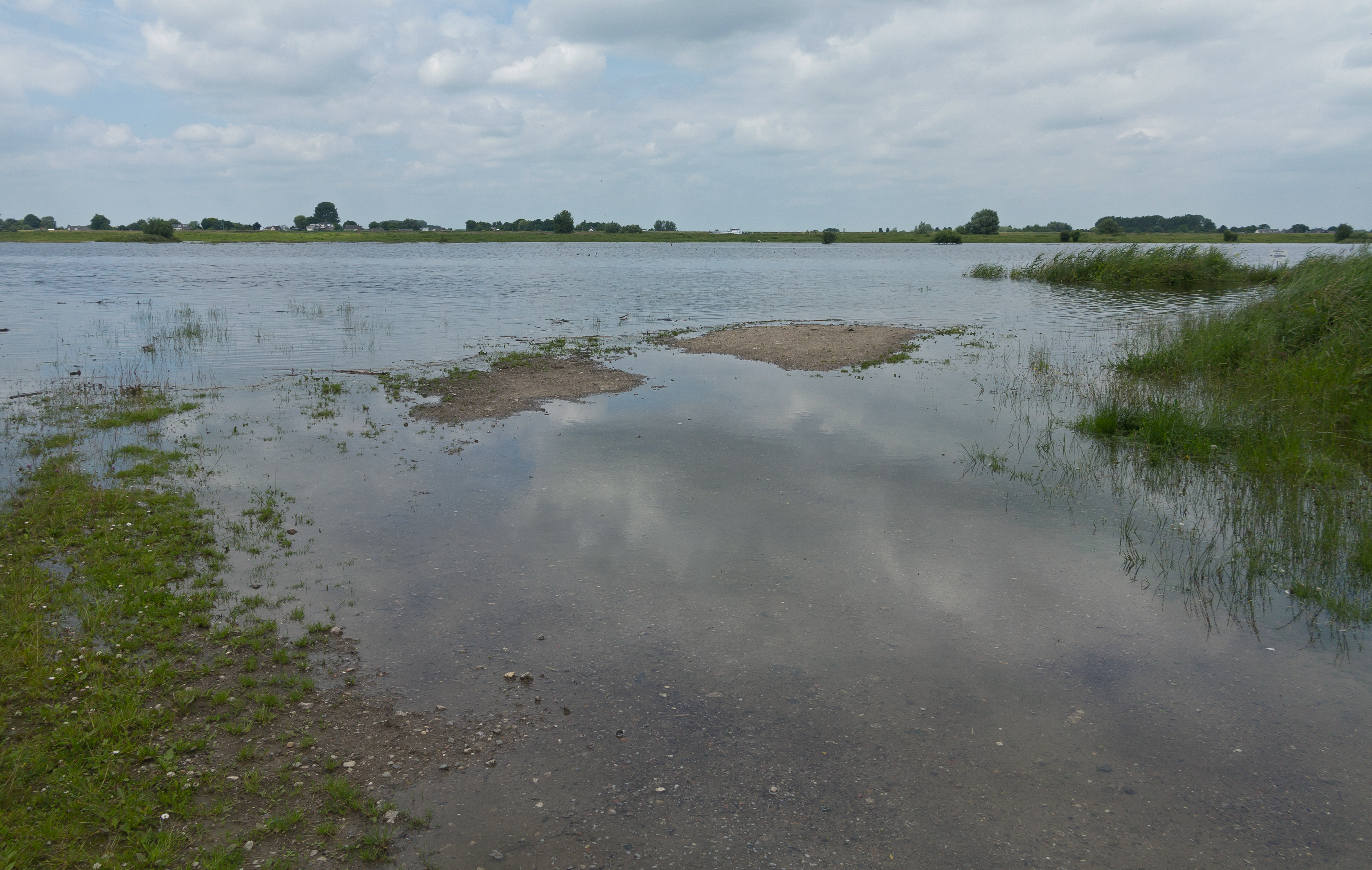
Течія Вааля біля села
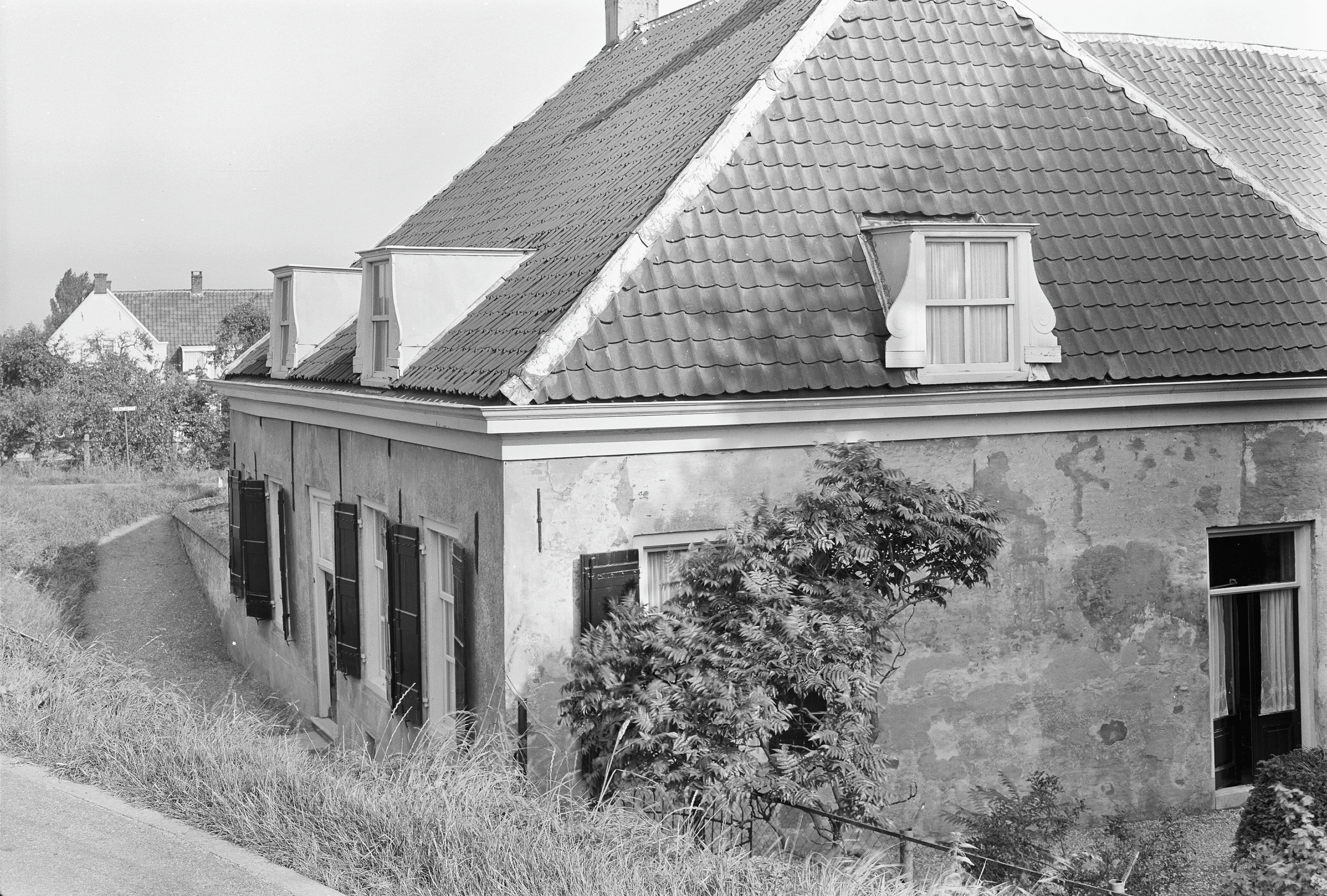